# Miloš Macourek

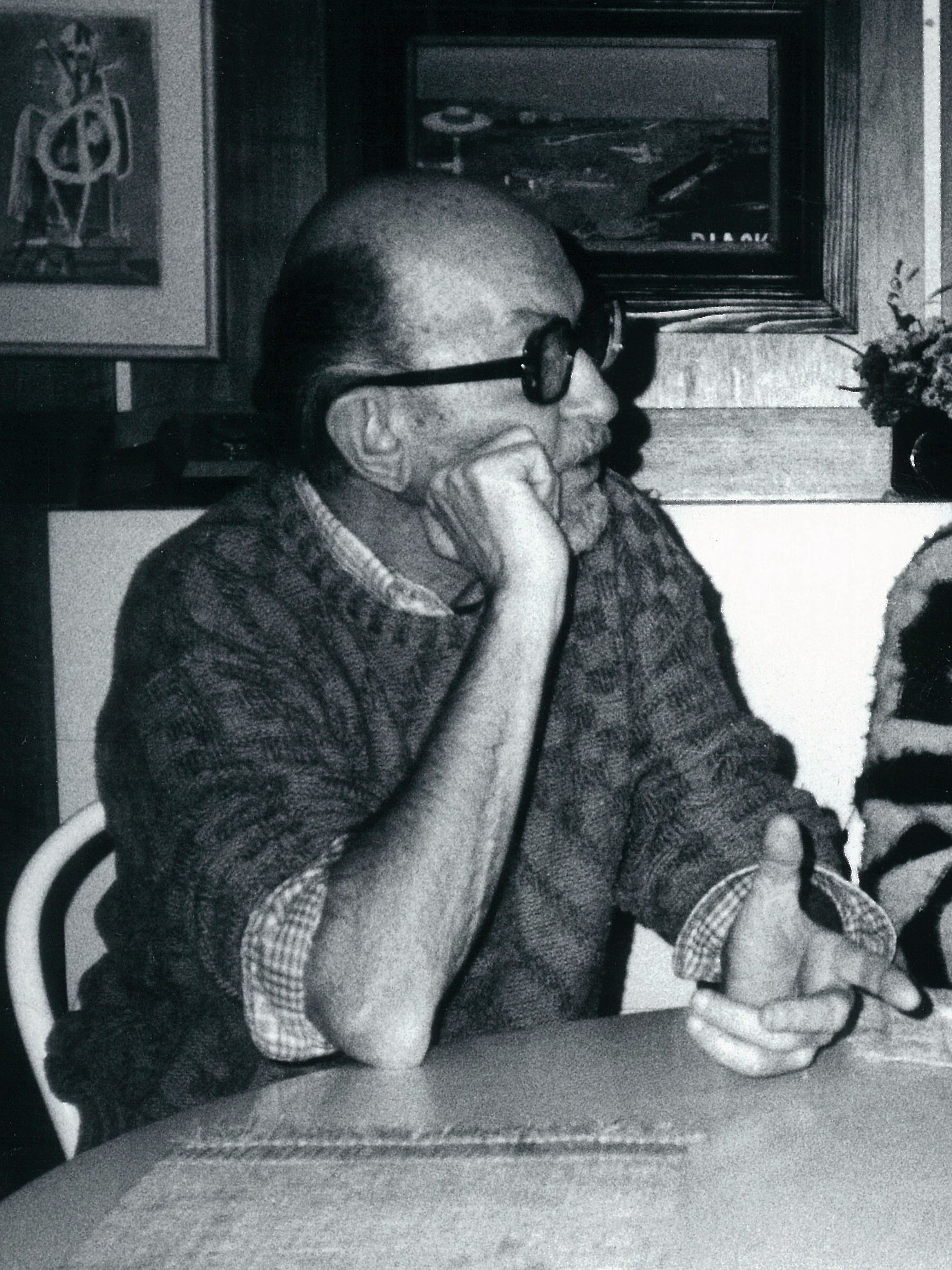
Miloš Macourek (1990)

Miloš Macourek (* 2. Dezember 1926 in Kroměříž; † 30. September 2002 in Prag) war ein tschechischer Autor und Filmschaffender.

## Leben
Macourek, Sohn eines Anwalts, besuchte nach Abschluss des Gymnasiums in Frýdek-Místek kurzzeitig das Konservatorium in Ostrava. Er arbeitete dann zunächst als Drucker, Kulissenbauer, Lagerraumarbeiter und Verlagsredakteur, und konnte nach dem Krieg 1946 sein Studium, nun in Prag, fortsetzen. 1958 trat er erstmals als Autor eines Poesiebandes in Erscheinung. 1959 arbeitete er erstmals als Bühnenautor für das Divadlo Na zábradlí, im Jahre 1962 u. a. auch zusammen mit Václav Havel.
In den darauffolgenden Jahren konnte Macourek sich als Drehbuchautor etablieren, so z. B. für eine Reihe von Spiel- und Zeichentrickfilmen. Seit 1963 arbeitete er an den Filmstudios in Barrandov. Eine besondere Freundschaft verband ihn zum Prager Regisseur Václav Vorlíček.
Aus seiner Feder stammen zahlreiche Kinderbücher, die in mehrere Sprachen übersetzt und darüber hinaus fürs Fernsehen produziert worden sind. Dazu zählen Klassiker wie z. B.: Der fliegende Ferdinand, Die Märchenbraut, Der Zauberrabe Rumburak, Die Rückkehr der Märchenbraut, Das Mädchen auf dem Besenstiel oder Ein Hamster im Nachthemd.

## Filmografie (Auswahl)
- 1961: Cecílie 470 (Kurzfilm)
- 1962: Der Mann aus dem 1. Jahrhundert (Muz z prvního století)
- 1964: Die Hofnarrenchronik (Bláznova kronika)
- 1965: Die Ferien des Bonifazius (Kanikuly Bonifatsiya, Kurzfilm)
- 1966: Wer will Jessie umbringen? (Kdo chce zabít Jessii?)
- 1967: Das Ende des Geheimagenten W4C mit Hilfe des Hundes von Herrn Foutska (Konec agenta W4C prostrednictvím psa pana Foustky)
- 1967: Als Hitler den Krieg überlebte (Já, spravedlnost), Drehbuch
- 1968: Ich hatte zwei Väter und zwei Mütter (Imam dvije mame i dva tate)
- 1970: Ich habe Einstein umgebracht (Zabil jsem Einsteina, pánové)
- 1971: Mein Herr, Sie sind eine Witwe (Pane, vy jste vdova!)
- 1971: Vier Morde genügen, Liebling ('Ctyri vrazdy stací, drahousku')
- 1971: Das Mädchen auf dem Besenstiel (Dívka na koštěti)
- 1971: Der Strohhut (Slaměný klobouk)
- 1972: Sechs Bären und ein Clown (Šest medvědů s Cibulkou)
- 1975: Wie soll man Dr. Mráček ertränken? oder Das Ende der Wassermänner in Böhmen (Jak utopit doktora Mráčka aneb Konec vodníků v Čechách)
- 1975: Zirkus im Zirkus (Cirkus v cirkuse)
- 1975: Rübezahl und der Schuster (Krakonos a svec, Kurzfilm)
- 1977: Wie wär’s mit Spinat? (Což takhle dát si špenát?)
- 1977: Morgen werde ich aufwachen und mich mit Tee verbrühen (Zítra vstanu a opařím se čajem)
- 1978: Hopp...! Und ein Menschenaffe ist da (Hop...! A je tu lidoop)
- 1980: Jagd auf die Katze (Hon na kočku)
- 1980–1981: Die Märchenbraut (Arabela, Fernsehserie, 13 Folgen)
- 1981: Besuch aus der Galaxis (Gosti iz galaksije)
- 1983: Der fliegende Ferdinand (Létající Cestmír, Fernsehserie, 6 Folgen)
- 1984: Der Wunschkindautomat (Bambinot, Fernsehserie, 6 Folgen)
- 1985: Der Zauberrabe Rumburak (Rumburak)
- 1986: Junger Wein (Mladé víno)
- 1988–1989: Hamster im Nachthemd (Krecek v nocní kosili, Fernsehserie, 6 Folgen)
- 1993: Die Rückkehr der Märchenbraut (Arabela se vrací, Fernsehserie, 26 Folgen)
- 1996: Das Zauberbuch (Kouzelný měšec)
- 1996: Unsere verrückte Werkstatt (Bubu a Filip, Fernsehserie, 5 Folgen)
- 1997: Der Feuervogel (Pták Ohnivák)
- 1997: Unter Neptuns Flagge (Fernsehserie)
- 1998: Die Seekönigin (Jezerní královna)
- 2000: Der Blumenstrauss (Kytice)
- 2001: Max, Susi und das magische Telefon (Mach, Šebestová a kouzelné sluchátko)